# County Tipperary
County Tipperary (Iers: Tiobraid Árainn ) is een graafschap in Ierland in de provincie Munster. Het inwoneraantal was 158.652 (2011). Het graafschap was tot 2014 onderverdeeld in twee bestuurlijke delen:
- Noord-Tipperary (Iers: Tiobrad Árann Thuaidh) met als hoofdstad Nenagh
- Zuid-Tipperary (Iers: Tiobrad Árann Theas) met als hoofdstad Clonmel.

De sportkleuren van het graafschap zijn geel en blauw.
Tipperary staat bekend om zijn renpaardenfokkerijen. Coolmore Stud is de grootste volbloedfokkerij ter wereld.
Het lied It's a long way to Tipperary uit de Eerste Wereldoorlog heeft ertoe bijgedragen dat het graafschap wereldwijde bekendheid kreeg.

## Plaatsen
| Engels          | Iers              | Inwoners |
| --------------- | ----------------- | -------- |
| Bansha          | An Bháinseach     | 333      |
| Cahir           | An Chathair       | 3.593    |
| Carrick-on-Suir | Carraig na Siúire | 5.771    |
| Cashel          | Caiseal           | 4.422    |
| Clonmel         | Cluain Meala      | 17.140   |
| Nenagh          | An tAonach        | 8.968    |
| Roscrea         | Ros Cré           | 5.446    |
| Templemore      | An Teampall Mór   | 1.939    |
| Thurles         | Durlas Éile       | 7.940    |
| Tipperary       | Tiobraid Árann    | 4.979    |

## Toeristische attracties
Een belangrijke toeristische attractie is de Rock of Cashel, een ruïne van een kerk die op een heuvel is gebouwd. De ruïne is van ver zichtbaar. Daarnaast zijn er ook:
- Athassel Priory
- Cahir Castle
- Glen of Aherlow
- Holy Cross Abbey
- Lough Derg
- Ormond Castle

Afbeeldingen
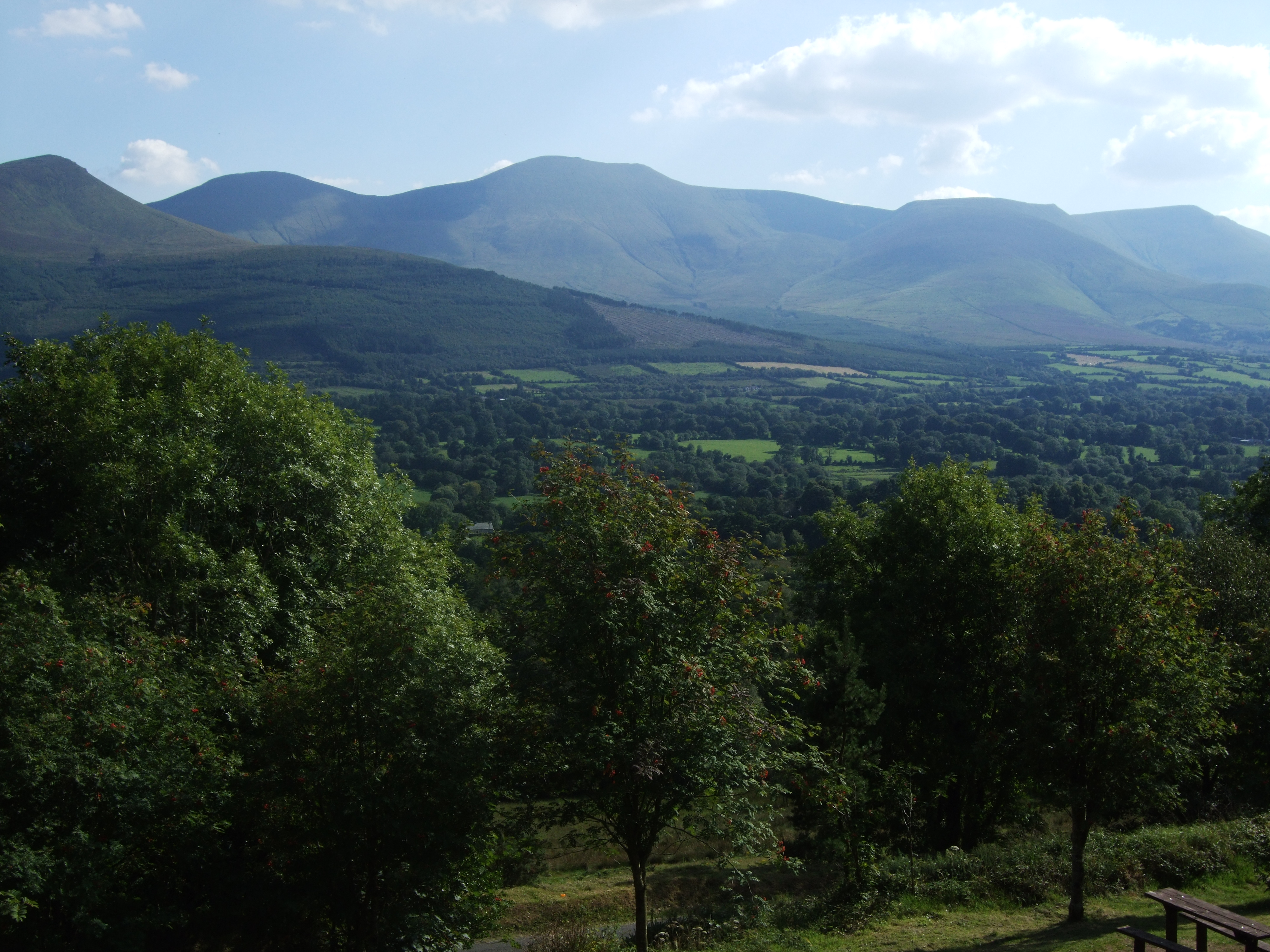
Galtee Range, Aherlow
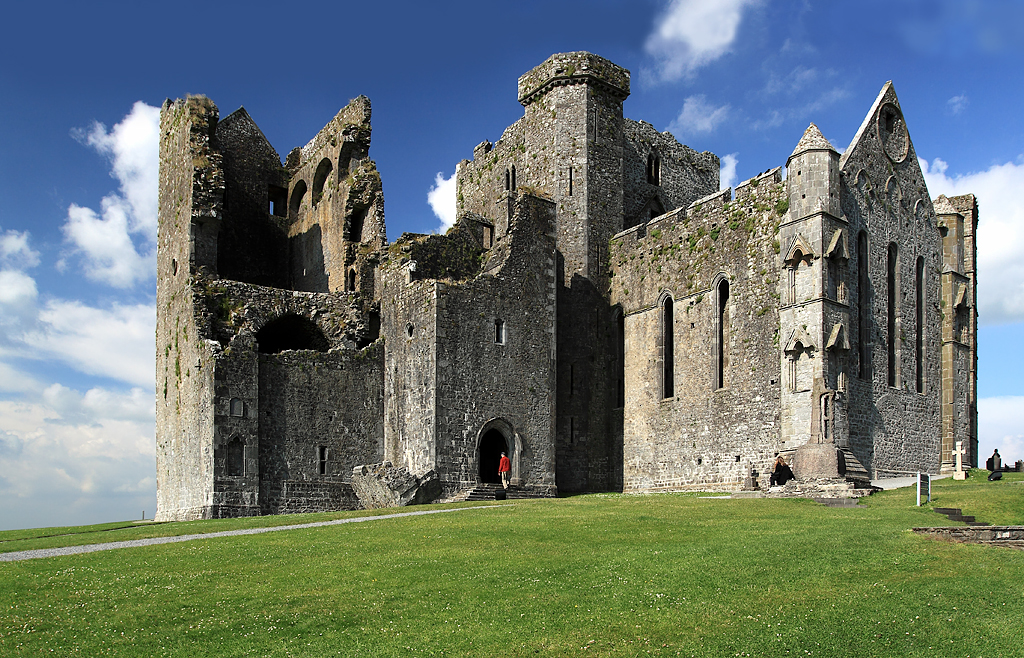
Rock of Cashel
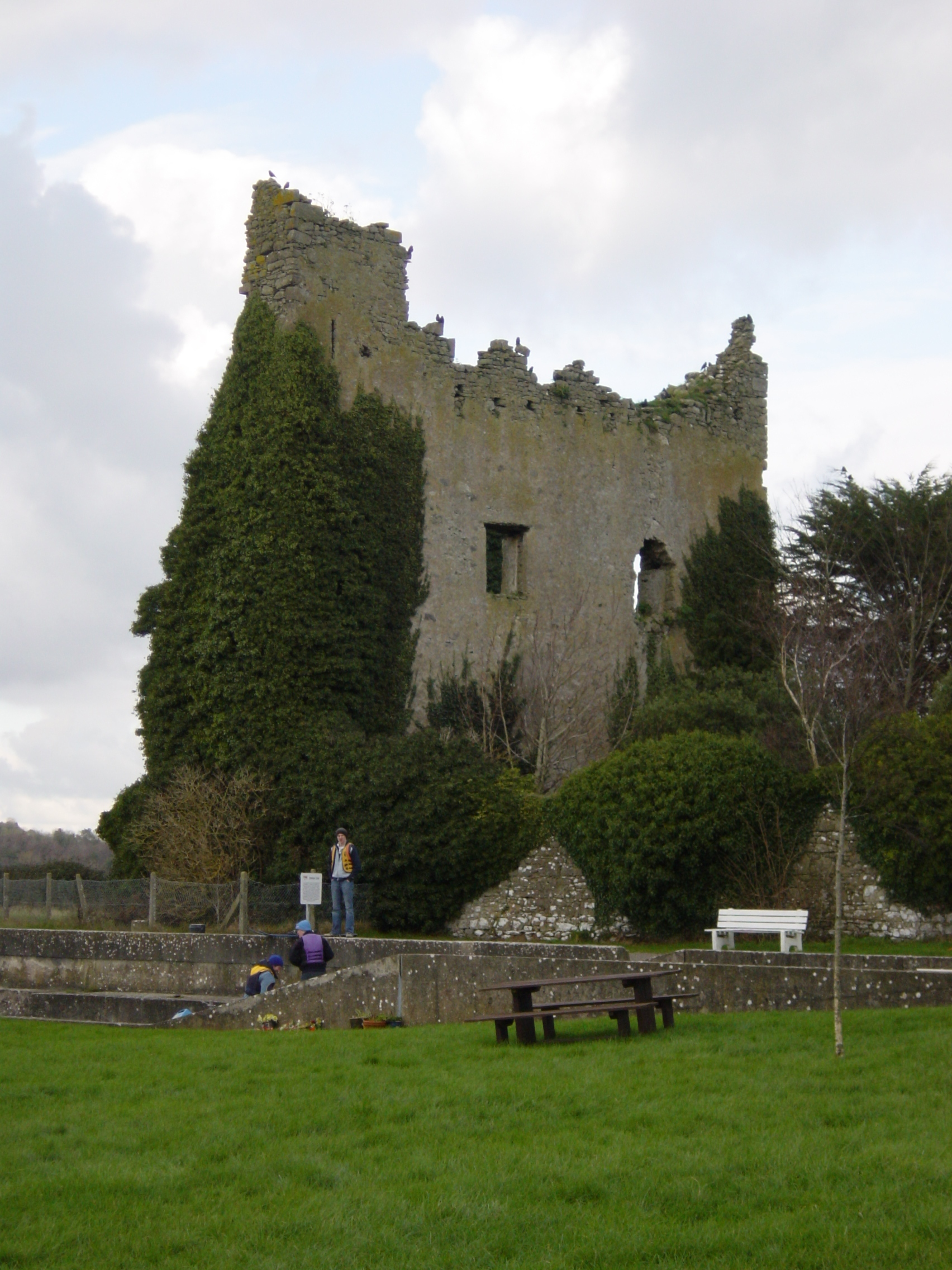
Dromineer Castle
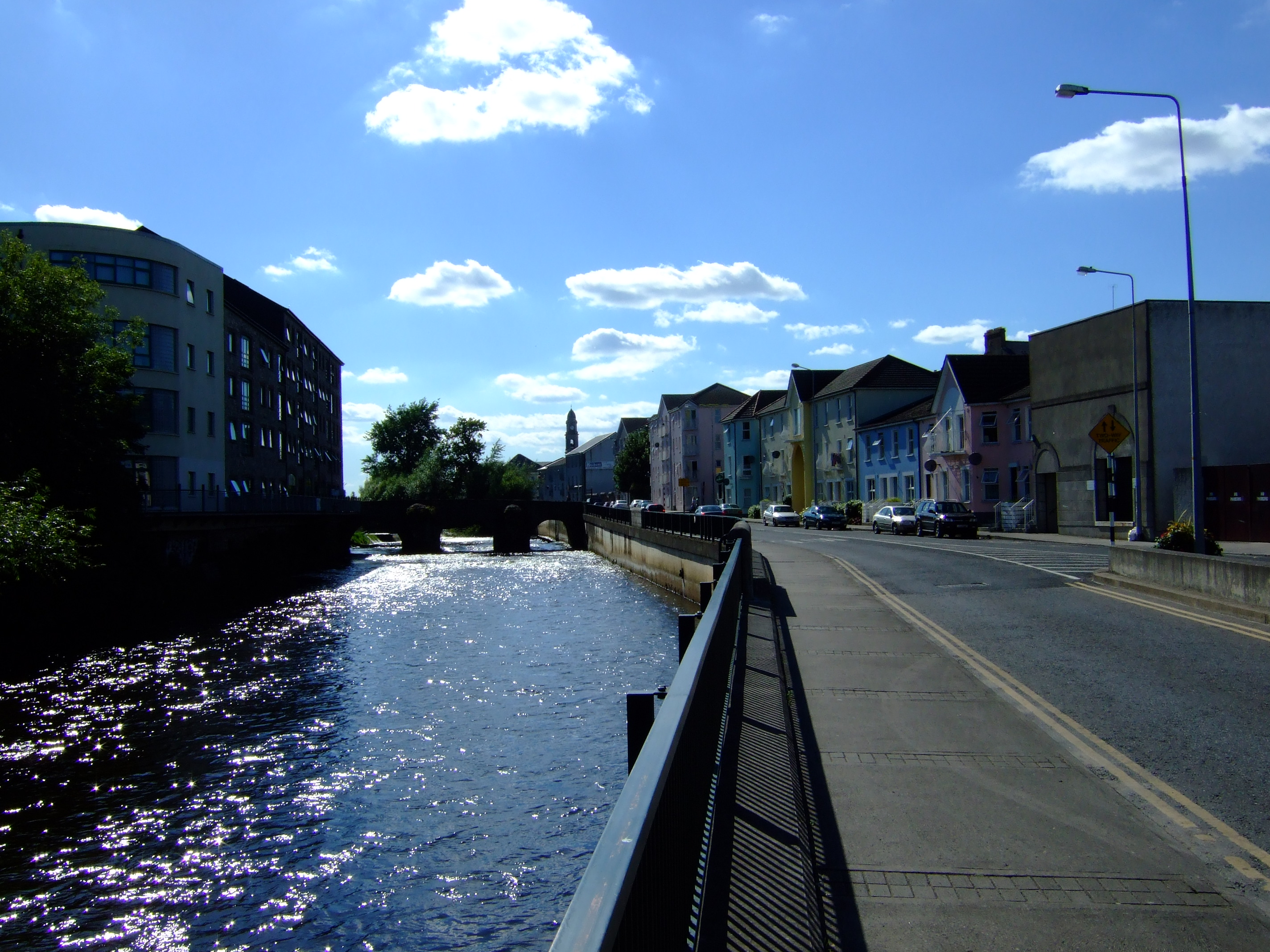
Clonmel